# The Harmony Codex
Albums de Steven Wilson
The Future Bites
(2021) The Overview
(2025)
Singles
1. Economies of Scale
Sortie : 29 août 2023
2. Impossible Tightrope
Sortie : 5 septembre 2023
3. Rock Bottom
Sortie : 12 septembre 2023
4. What Life Brings
Sortie : 19 septembre 2023

The Harmony Codex est le septième album solo du musicien britannique Steven Wilson, sorti le 29 septembre 2023 sous le label Virgin Records,.

## Liste des titres
| 1.    | Inclination          | 7:15  |
| 2.    | What Life Brings     | 3:40  |
| 3.    | Economies of Scale   | 4:17  |
| 4.    | Impossible Tightrope | 10:42 |
| 5.    | Rock Bottom          | 4:25  |
| 6.    | Beautiful Scarecrow  | 5:22  |
| 7.    | The Harmony Codex    | 9:50  |
| 8.    | Time is Running Out  | 3:57  |
| 9.    | Actual Brutal Facts  | 5:05  |
| 10.   | Staircase            | 9:26  |
| 64:02 |                      |       |

## Crédits
- Steven Wilson – chant, instruments
- Ninet Tayeb – chant dans Rock Bottom, chœurs dans What Life Brings
- Adam Holzman – clavier
- Ben Coleman – violon dans Impossible Tightrope
- Guy Pratt – basse dans What Life Brings
- Nils Petter Molvaer – trompette dans Inclination

## Classements hebdomadaires
| Classement (2023)                  | Meilleure place |
| ---------------------------------- | --------------- |
| Allemagne (Media Control AG)       | 3               |
| Autriche (Ö3 Austria Top 40)       | 9               |
| Belgique (Flandre Ultratop)        | 18              |
| Belgique (Wallonie Ultratop)       | 12              |
| Écosse (OCC)                       | 1               |
| Espagne (Promusicae)               | 20              |
| Finlande (Suomen virallinen lista) | 13              |
| France (SNEP)                      | 25              |
| Italie (FIMI)                      | 18              |
| Pays-Bas (Mega Album Top 100)      | 2               |
| Royaume-Uni (UK Albums Chart)      | 4               |
| Royaume-Uni (Rock & Metal Albums)  | 1               |
| Suisse (Schweizer Hitparade)       | 5               |